# 史通
《史通》為唐朝史学著作，作者刘知几，成书于公元708年至710年，是全世界首部有系統之史學理論專著，全書內容主要評論史書體例與編撰方法，以及論述史籍源流與前人修史之得失。由於《史通》總結唐以前史學的全部問題，因而擁有極高史學地位，對後世影響深遠。此書的編著於唐代武后長安二年，至唐中宗景龍四年成書，歷時九年。在四庫全書中為史部史評類。清人纪昀纂《史通削繁》一书，是对《史通》删削评点而成。

## 寫作背景
《史通》是对唐以前中国史学的一次理论总结。據《隋書·經籍志》史部，史部分十三類，共著錄817部，13264卷。由於作者眾多，傳世久遠，諸書在編撰體例、寫作技巧、史料真偽、史觀正否等等方面千差萬別，客觀形勢要求對中國史學史作一個完整之總結，對大量史籍之優劣良莠加以評定，《史通》之出現，無疑是作者本身精通史學以及刻苦鑽研的成果，但在另一方面說，與古代史學的發展是分不開的。
《史通·序》嘗云：此書多譏往哲，喜述前非，獲罪於時，固其宜矣。猶冀知音君子，時有觀焉。尼父有云：罪我者《春秋》，知我者《春秋》，斯之謂也。由是觀之，史通之作，劉氏亦有上擬春秋之意。
劉知幾好史學，博覽群書，是糾正累積各史著在史學方法及理論架構上的雜亂，從而探求真正的史學理論。故劉氏在《史通》道：“若史通之為書也，蓋傷當時載筆之士，其義不純，思辨其指歸，殫其體例。”故此劉知幾欲透過《史通》建立自己的史學理論。
劉知幾身為史官，他感到史館修史的限制，以致不能滿足他對編撰史著的極高要求，因此劉知幾辭去官職，私撰《史通》。
他雖在史館二十多年，其卓越的歷史見解事事受制於監修大臣，諸如張昌宗、張易之、武三思、萧至忠之流，劉知幾的主張往往與之不合而受貶抑，故反對眾家修史，提倡一人自撰，並退而私著《史通》以發揮自己的史學才能與識見。另外，他認為在史館修史有許多弊病，例如史館人品繁雜，頗多庸碌之徒，在史學上之認識難以統一。二來史館缺乏制度的規範導致分工不明，三來史館材料缺乏，難以編撰。四來權貴干涉修史，令史館不敢直書其言。

## 名称
他表示《史通》之命名原因為：「昔漢世諸儒，集論經傳，定之於白虎觀，因名曰《白虎通》，余既在史館而成此書，故便以《史通》為目。」

## 內容與體裁
史通全書分為內外篇各十卷，內篇三十九，外篇十三，共有五十二篇，但內篇「體統」、「紕謬」、「馳張」三篇已失傳，今傳世四十九篇。內篇主要評論史書體例與編撰方法，而外篇主要論述史籍源流與前人修史之得失。
劉知幾認為唐代以前史籍紛繁，但大多出於模仿以前的史書，假如探索當中的源頭並歸納起來，只有六家，而六家中只有《左傳》家及《漢書》家仍有繼承其體裁，故又寫成《二體》一篇加以闡述。
- 六家、二體、雜述三篇敘述斷代史書的體例、類別。按六家的體例分為二體一一編年體、紀傳體。在雜史中，按其內容分為小錄、逸事、地理篇等十種
- 本紀、世家、列傳、表歷、書志、論贊、序傳、序例、斷限、編次、題目、稱謂、載言、載文、書事、煩省十六篇評論紀傳史與編年史的體例、內容及編纂方法。
- 核才、辨職二篇，論史官的才具及人選。指出史家須有才、學、識三者，才能擔當寫史的任務。才指才幹；學指知識學問；識指史觀和筆法，即“善惡必書”。
- 採撰一編，論編撰方法與資料搜習。劉氏提出編纂前要廣博地搜集史料，且須慎重的選擇史料。
- 敘事、浮詞、摸擬、言語、因習、邑里六篇，論敘述方法和寫作技巧。

人物、品藻二篇，論對於歷史人物的記載和品評的。他認為記載人物應看其重要性，包括「其惡可以誡世，其善可以示後。」他又認為不應只記載人物，還要品評人物，指出他們的歷史地位與作用。
- 補注一篇，論史書的注文。劉氏把史書的注文分兩類，一是解釋，二是補充。劉氏推許解釋的注，以之為注家的正體。對于補充事跡的注，劉氏則予否定。
- 鑒識、探賾二篇，論評論史書時應注意的問題。劉氏說明只有知識而沒有鑒別便沒有多大用處。他認為，必須對事物有精到的研究，才能有合適的看法。劉氏又指出，研究前人的著作，切忌妄加推斷，歪曲古人的意旨。
- 自敘一篇劉氏自述學習和研究歷史的經過及撰著史通的動機、意旨和感想。

外編則綜論史籍源流與前人修史之一些具體問題。
- 古今正史敘述斷代史書的著作情況，並分析其源流。劉氏將唐代以前的歷史著作分為「正史」與「雜史」兩大類，在正史中再接其著作的源流分為六家──尚書家、春秋家、左傳家、國語家、史記家、漢書家。
- 史官建置、忤時二篇論述歷代史官建置的沿革、官修史的弊病。劉氏肯定設官修史的重要，但他認為揭露了官修史的五大弊病：

1. 史官眾多，互相觀望；
2. 史料缺乏，難以編撰；
3. 權貴干涉，不敢直書；
4. 監修牽掣，無從下筆；
5. 缺乏制度，職責不明。

- 疑古、惑經、申左、雜說上、雜說中、雜說下、暗惑、漢書五行志錯誤、五行志雜駁九篇，專論歷史著作的優劣和雜評。劉氏在疑古‧篇對尚書及論語提出十條批評，在惑經篇對《春秋》提出十二條批評。他不但批評孔子，又指責孟子、司馬遷等對孔子的讚譽，大膽突出。

在申左篇中，評論春秋三傳的優劣，他表揚左傳而貶抑公羊及穀梁傳。在雜說上、中、下三篇及暗惑篇裡，雜評諸書記載的得失，並提出許多關於史書的體例、內容、編纂方法以及讀史、評史等方面的意見，漢書五行志錯誤篇專評班固所著漢書五行志的缺點。五行志雜駁篇專評春秋時代五行的記載的得失。
- 點煩一篇刪改史書的煩文（指有標點符號的文章）。由于許多古經書所著之標點符號（點、注）均是錯誤的，致令讀者誤解原文，故劉氏便把其中之標點符號完全刪去。史通雖只有四十九篇，但內容十分全面，一方面對以往舊史作出全面總結及批評得失；另一方面則對當代修史的錯誤加以糾正，可謂達到「揚榷利病」的目的。

## 史學理論

### 體裁
六家、二體
劉知幾認為唐代以前的史籍雖多，但整體多出於模仿，要探索本原，歸納起來只有六家：
- 尚書家（記言）
- 春秋家（記事）
- 左傳家（編年史）
- 國語家（分國紀事，是國別史）
- 史記家（紀傳體通史）
- 漢書家（紀傳體斷代史）

由於六家中只有左傳家及漢書家有史書繼承其體裁，故又寫成〈二體〉一篇詳述。他又以編年史、紀傳史視為史家正體，稱為「正史」，其他則稱為「雜著」，如筆記短書、方志、家譜以及專詳地理都邑的記載都是「雜著」。
劉知幾又認為編年及紀傳二體各有優劣，可以互補不足，所以應二者並重。他於〈古今正史〉一篇中，兼舉《春秋》為正史，不從當時《隋書．經籍志》所列正史僅有紀傳體史書的做法，實為創見及持平之論。

### 極崇斷代史
《史通》推崇斷代史而反對通史的寫作體例，对班固十分敬重，而对司马迁颇有微词。首先，他認為通史浩翰難讀，斷代史較易為學者探討：“言皆精練，語甚該密，學者尋討，易為其功”，再者，後一朝修前一朝的歷史，時間不遠，史料易得，故主張修斷代史。
他反對修通史，是由於通史涉及上下數千年之史實，“事罕异闻，而语饶重出”，“遂使学者宁习本书，而怠窥新录”，在《四庫提要》中提到：“非學問足以該通，文章足以熔鑄，則難以成書。”而鑑於通史年月悠長，史料多已失傳，其可採錄者往往為舊文，難得新異，所以並不主張修通史。在刘知幾看来，纪传体通史体裁的缺陷，却成为《汉书》的優勢。
劉知幾推崇斷代史，因而亦嚴守斷代史書所述之朝代為斷限，認為不宜涉及前朝，以免重複。故此，他多次批評《漢書．古今人表》，因其涉及漢以前的人物，又主張刪除紀傳史中的「天文」（違反斷代史書的體例）、「藝文」、「五行」三志。

### 篇章
- 對載言的看法：紀傳是記事之書，不應載言。載言的做法使文辭與史實夾雜，切斷了史實的連貫性，使讀者糊塗。主張史書中的「列傳」或「本紀」只記史事，載言之體宜另立一章，題為「制冊章表書」。上述建議雖未為後者採用，然而後人編《經世文篇》，與史傳相輔相成。
- 對「表」、「書」、「志」的看法：「表」只是重複列述「本紀」、「列傳」所載，故無大作用。至於書、志方面，他主張刪除紀傳史中「天文」、「藝文」、「五行」三志。
- 增加「都邑」、「氏族」、「方物」三志：都邑載官闕制度，朝廷禮儀，可反映統治者的經營策劃和一般物質的建設情況。氏族分辨華夷及士庶之別。世家大族為統治集團之核心，故記載之可反映社會真實的面貌。方物土貢反映經濟狀況。
- 論贊：舊史慣例，每於叙事之末便發一論，如史記有「太史公曰」。《史通》認為這是後世文士以空言作史論的不良風氣，既煩瑣又無大意義，故大力斥之。

### 書法
劉知幾提出正名、抉擇、直言三大原則：
- 正名：項羽非正式的君主，故史記不應將他列入本紀，而應劃入列傳。
- 抉擇：別辨賢愚善惡而加以批評。
- 直言：善惡必書，不因個人感情而歪曲事實。

### 文字
劉知幾認為史書應以簡潔為主，反對煩冗。他認為文字該婉曲，以求「意在言外」。同時他還主張「樸、真、今」三原則，即是：
- 樸而不華，浮詞宜刪
- 事必直叙，以求真實
- 不用古語，改用當代文字寫史，是為「今」

### 採撰
在採輯史料方面，劉知幾認為宜廣泛搜集資料及博覽群書。同時應以私家著述為佳，反對官家修史，因官家修史有太多客觀環境所制約，令作史者不能發揮所長。

### 反對文人修史
劉知幾反對文人修史，因易流於浮誇，“詞沒其義，繁華而失實”，與史實不符，故竭力主張史學應擺脫文學而獨立，反對文士修史，這種見解是針對當時一般專務詞藻，忽略史實的文士寫作而提出的。

### 總結舊史得失
劉氏總結舊史的利弊得失，尤注意史書材料的真實性。指出舊史多有失實，例如修史者往往懾於君主的權威，不能秉筆直書。又或歪曲前朝事實以迎合君主心意；記事時慿主觀愛恨，失去是非的公正；記事時不是全面了解事物真相，而僅憑片面傳聞，必然有失實之處；以及書中有太多隱諱及誇飾，很難保存事實的本來面目。

## 評價
史通是唐代史學家劉知幾所作，是中國第一部綜合史學評論鉅著。此書之所以受後世所推崇，徐坚推崇《史通》认为：“为史者，宜置此坐右也。”
劉知幾作了以下的貢獻：
- 劉知幾在《史通》一書中總結了唐代以前史學發展。如在「六家」、「雜述」、「二體」等篇總結了歷史著作的類別、源流和體例；在史官建置、核才、辨職、忤時等篇總結了設官修史的教訓；在本紀、世家、列傳、表 歷、書志、斷限、編次、載言、載文、書事、煩省等篇總結了紀傳史與編年史的體例、內容及編纂方法等等。各項總結裡都分別指出其得失利害，對促進史學發展，實有重要作用。

- 他在書中提倡直書、實錄，斥責歪曲和捏造歷史的人。這觀點與唐以前社會環境有莫大關係，蓋因唐以前是魏晉南北朝年代，常經歷改朝換代，篡位者又往往要史家對本朝飾善諱惡，對敵國則誣陷詆譭。

- 提倡疑古、惑經，啟後世考證辨偽之風，此於史學之貢獻極大。

劉氏提出疑古、惑經之論，喚醒學人以實事求是之精神，尋求古人古事之真相。雖然劉氏推崇孔子，但他仍認為孔子亦有缺點，他說：「孔子斯驗世人之飾智矜愚、愛憎由己者，多矣！」對孔子撰著的《春秋》，他亦提出批評，除惑經篇集中地列舉十二條，在其他篇裡也間有陳述。劉知幾不但批評孔子的春秋，而且對那些不加思考、一味贊揚《春秋》的著名學者如孟子、左丘明、司馬遷、班固等，也予以批評。這種觀點在當時責有很大的創意，且對後世有影響：
1. 至宋而懷疑風氣風盛。司馬光撰《資治通鑑》而別為考異三十卷，闡明對史料取捨的原因，可見一斑。
2. 清代學者之考證辨偽，深具懷疑精神，致力於考訂工夫，且不僅於史事多所訂正，即一般古籍亦有所辨正。如胡應麟《四部正偽》、宋濂《諸子辨》、閻若璩《古文尚書疏証》及崔述《考信錄》等。

在史料工作方面，劉氏主張要廣搜博採，又要細心鑒別真偽，慎重取捨。他認為，若不徵求異說，採摭言，則內容貧乏，難以成一家之言，但若只求聚博為功，而不別加研核，又會真偽混淆，是非參錯。故史料不但要豐富，而且要真實。
- 在史書的體例方面，劉氏深入分析史書的體例。他對六家二體之評價甚為詳盡。他以六家中尚書記言而不著歲序，春秋記事而詳顛末，國語國別而不歸典式，史記代遠而不立限斷，都不免有其局限；惟獨左傳經年緯月，敘時事則銓次分明；漢書紀志表傳，舉一朝則起訖完具。

- 在內容方面，他亦有不少建議，如劉氏強調都邑、氏族、方物之重要（增加三志）。宋鄭樵之作《通志》，便有氏族略、都邑略；而元馬端臨《文獻通考》又別立土貢考，皆承劉氏之主張而增闢。

劉氏又提倡刪去天文、五行，藝文志則應祇臚列當代學者所著之書即可，不必重刊前代書目。《明史·藝文志》即只記明代之著述，不復上涉前代可見其受劉氏之影響。浦起龍《史通通釋》認為后妃外戚不稱紀，傳後無復贊語，災難無五行讖緯之記，均受劉知幾之影響。
1. 在文與史的關係方面，劉氏揭述經、文與史分述之觀念。
2. 劉知幾反對文人修史，主張史學脫離文學，以免「文非文，史非史」之弊。此與今日之史學觀點相合。
3. 史通大惑經篇，謂春秋所載，不盡合史實。又有申左篇，謂左氏有三長，而公、穀有五短。蓋公、穀多微言大義，而左氏詳於史實，自史學立場言，自是左氏可信，二傳當存疑也。其疑古篇，於古代經籍，並疑問之，實明白確立了史學脫離經學的影子。

- 提出合理的史學方法：史通一書最大的貢獻，就是對史學方法的討論。劉氏所提出的史學方法，甚有系統和全面，從史料的範圍、史料的採輯、史料的鑒別、史料的區分，到編纂的次序、史事的判斷人物的評論、篇幅的剪裁、文字的修飾等，都有創造性的研究和規劃，例如載言、編次、稱謂、採撰等篇，都是討論史學方法的。劉氏所提出的史學方法，對後世史家有很大的影響，把史學又向前推進一步。
- 提出史家必須具備的條件。劉知幾認為歷史家要有科學的修養、公正的態度及實事求是的精神。書中暢論史家必須具備「三長」，即才、學、識三個條件，所寫的歷史才能反映社會的真實情況。他說：「史才須有三長，世無其人，故才少也。三長謂才也，學也，識也。」史才，主要是指史家的才幹；史學主要是指史家的知識學問；至于史識，主要是指史家的史觀和筆法，也就是「善惡必書」的「直筆論」，劉氏強調「良史以實錄直書為貴」。上述之言為後世史家所公認，由此可見劉氏識見之高超。
- 開闢史評的道路。史評包括兩種，一是對史事的評論，一是對史書的評論，評事產生很早，有史書即有對史事的看法，如孔子《春秋》的褒貶書法，就是對史事之評論，後來各種史書都有著者的論贊。而中國最系統有和全面的史評，首推劉知幾《史通》，而後方有宋呂夏卿《唐書直筆》、吳縝《新唐書糾謬》。直至宋晁公武《郡齋讀書志》，才開始把史評列為史部分類的一門，後來目錄書也有稱為史學的，所以說史通一書為中國一切史評書開了正確的道路。

- 史學見解影響後世。修史者唐以後之史書，採史通之見解者，以歐陽脩《新唐書》為最多，如關於書志之見，歐陽脩頗能師其意，《新唐書》而後，劉氏之學說，始大盛行而流傳於世，如後唐諸史，有論無贊，有韻之贊全刪，儷語之論刪改，皆受其影響。而劉氏倡斷代史，貶通史，後世官修史多為斷代史，通史地位日漸低落。

## 總結
- 《四庫全書》總目題要：內篇皆論史家體例，辨別是非；外篇則述史籍源流，又評論古人得失。……其貫穿古今，洞悉利病，實非後人之所及。
- 梁啟超《中國歷史研究法》：自有左丘明、司馬遷、班固、荀悅、杜佑、司馬光、袁樞諸人，然後中國始有史；自有劉知幾、鄭樵、章學誠，然後中國始有史學矣。
- 王維儉《史通訓故》序：論文則《文心雕龍》，評史則《史通》，二書不可不觀，實有益於後學。
- 高國抗《中國古代史學史概要》：有如司馬遷的史記在歷史編纂學上樹立了一塊里程碑一樣，劉知幾的史通則在史學理論上樹立了一塊里程碑。

## 目錄
- 史通 原序

卷一
- 史通 内篇 六家第一

卷二
- 史通 内篇 二体第二
- 史通 内篇 载言第三
- 史通 内篇 本纪第四
- 史通 内篇 世家第五
- 史通 内篇 列传第六

卷三
- 史通 内篇 表历第七
- 史通 内篇 书志第八

卷四
- 史通 内篇 论赞第九
- 史通 内篇 序例第十
- 史通 内篇 题目第十一
- 史通 内篇 断限第十二
- 史通 内篇 编次第十三
- 史通 内篇 称谓第十四

卷五
- 史通 内篇 采撰第十五
- 史通 内篇 载文第十六
- 史通 内篇 补注第十七
- 史通 内篇 因习第十八
- 史通 内篇 邑里第十九

卷六
- 史通 内篇 言语第二十
- 史通 内篇 浮词第二十一
- 史通 内篇 叙事第二十二

卷七 
- 史通 内篇 品藻第二十三
- 史通 内篇 直书第二十四
- 史通 内篇 曲笔第二十五
- 史通 内篇 鉴识第二十六
- 史通 内篇 探赜第二十七

卷八
- 史通 内篇 摸拟第二十八
- 史通 内篇 书事第二十九
- 史通 内篇 人物第三十

卷九
- 史通 内篇 核才第三十一
- 史通 内篇 序传第三十二
- 史通 内篇 烦省第三十三

卷十
- 史通 外篇
- 校勘记

### 引用
1. ↑  《史通》，〈表历第七〉：“班固撰〈人表〉，以古今为目。寻其所载也，皆自秦而往，非汉之事，古诚有之，今则安在？”
2. ↑  《新唐书》卷132《刘子玄传》

## 延伸阅读
[在维基数据编辑]
 在维基文库阅读本作品原文（ 在维基共享资源阅览影像）
 《史通 (四庫全書本)》
 《史通 (四部叢刊本)》